# National Football Museum
Il National Football Museum è il museo nazionale di calcio del Regno Unito, situato a Preston (Manchester). Fino al 2012 il museo era situato a Deepdale.

## Storia

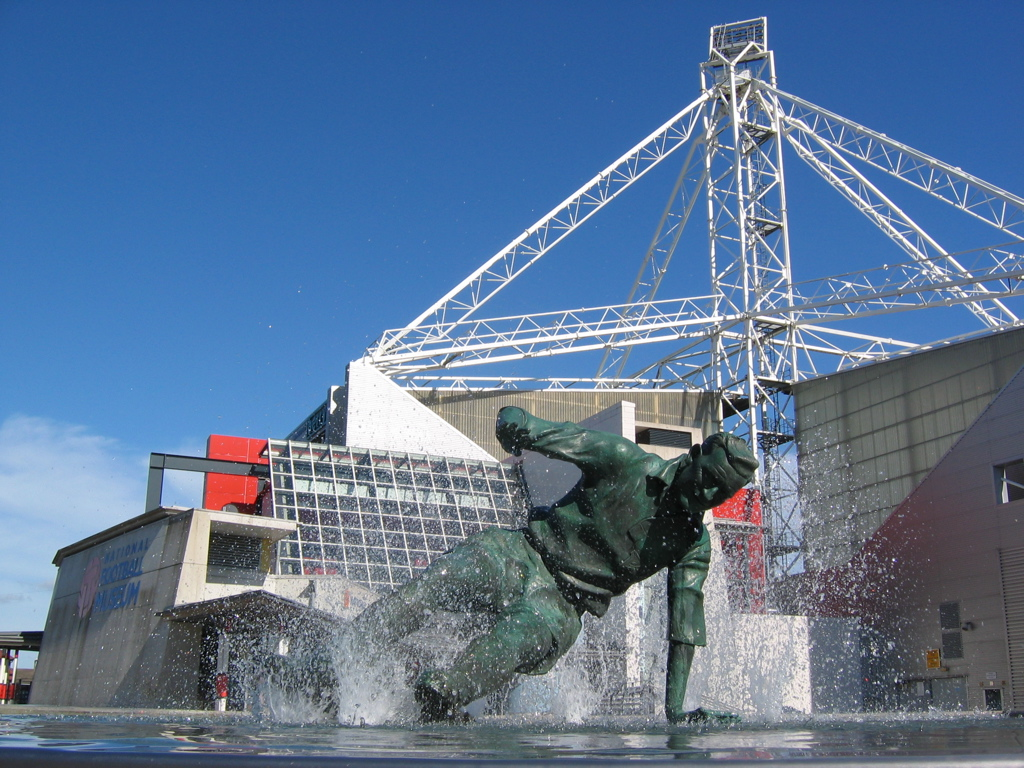
Statua raffigurante il famoso Splash di Tom Finney.

Nel 2001 Kevin Moore fondò il museo a Deepdale (Lancashire), chiuso nell'aprile 2010, in seguito al trasferimento alla nuova sede di Preston.
Nel 2003 il museo e l'Università del Lancashire Centrale fondarono l'International Football Institute per condurre ricerche sugli aspetti storici, sociali e culturali del calcio.
Durante una visita nel 2004, l'allora presidente della FIFA, Sepp Blatter, rivelò che «Il National Football Museum merita la mia ammirazione come calciatore e come presidente della FIFA - è una realizzazione superba, un vero gioiello!». Bobby Charlton commentò: «non può pensare a un museo migliore in qualsiasi parte del mondo» mentre Alex Ferguson rivelò che «ogni volta che visito il museo sono così impressionato dal grande lavoro svolto nel portare la ricca storia del calcio a la vita». Il museo ricevette il premio Large Visitor Attraction of the Year, durante i Lancashire and Blackpool Tourism Awards del 2005 Nel dicembre 2008, l'allora amministratore delegato della English Football League, Brian Mawhinney suscitò polemiche quando suggerì che il Museo dovesse essere trasferito da Preston allo Wembley Stadium per attirare più visitatori. Kevin Moore dichiarò che era stato un obiettivo avere una mostra a Wembley, ma che, tuttavia, la politica del trustee doveva avere il suo quartier generale a Preston.
Nonostante il successo della critica e 100.000 visitatori all'anno, i finanziamenti sono stati ripetutamente un problema. Nel 2007, aveva un reddito di £ 791.256 contro le entrate di £ 1.231,195. I fiduciari erano preoccupati per il futuro a lungo termine del museo e nel 2009, chiesero al Comune di Manchester di spostare il museo, il cui consiglio comunale offrì un pacchetto di finanziamento del valore di 2 milioni di sterline all'anno per il trasferimento del museo a Manchester; nonostante una migliore offerta di £ 400.000 all'anno dai consigli di Preston e Lancashire, i fiduciari decisero di trasferire il museo al centro espositivo Urbis a Manchester, che infine venne chiuso nel febbraio 2010 a causa dell'inaugurazione del nuovo National Football Museum nel 2011.
Il museo riaprì a Manchester il 6 luglio 2012, con più di 350.000 visitatori all'anno. Nell'agosto 2012 il museo è stato visitato da oltre 100.000 turisti durante le prime sei settimane dall'apertura e da 500.000 turisti nel 2017. Nel gennaio 2019, il museo ha adottato un modello di tariffazione, pur rimanendo libero l'ingresso ai residenti di Manchester.